# Цепелюв (гміна)
Гміна Цепелюв (пол. Gmina Ciepielów) — місько-сільська гміна у центральній Польщі. Належить до Ліпського повіту Мазовецького воєводства.
Станом на 31 грудня 2011 у гміні проживало 5812 осіб.

## Площа
Згідно з даними за 2007 рік площа гміни становила 135.30 км², у тому числі:
- орні землі: 76.00%
- ліси: 17.00%

Таким чином, площа гміни становить 18.10% площі повіту.

## Населення
Станом на 31 грудня 2011:
| Опис     | Загалом | Загалом | Чоловіки | Чоловіки | Жінки | Жінки |
| -------- | ------- | ------- | -------- | -------- | ----- | ----- |
| одиниця  | осіб    | %       | осіб     | %        | осіб  | %     |
| все      | 5812    | 100     | 2922     | 50.28    | 2890  | 49.72 |
| міське   | 0       | 100     | 0        |          | 0     |       |
| сільське | 5812    | 100     | 2922     | 50.28    | 2890  | 49.72 |

## Сусідні гміни
Гміна Цепелюв межує з такими гмінами: Жечнюв, Зволень, Ілжа, Казанув, Ліпсько, Сенно, Хотча.